# 道の駅みくに
道の駅みくに（みちのえき みくに）は、福井県坂井市三国町山岸にある国道305号の道の駅である。愛称はふれあいパーク三里浜（ふれあいパークさんりはま）。
1998年7月に旧坂井郡三国町によって設置された。

## 施設
- 駐車場
  - 普通車：92台[3]
  - 大型車：10台[3]
  - 身障者用：7台[3]
- トイレ
  - 男：大・小11
  - 女：8
  - 身障者用：1
- 特産物販売所・農産物直売所・手作り工房（9:00 - 18:00）[3]
- らっきょう資料館（9:00 - 17:00）[3]
- レストラン（11:00 - 16:00）

### 管理団体
- 坂井市
- 有限会社三里浜農産[4]

## 休館日
- 4月 - 10月：無休[3]
- 11月 - 3月：水曜日（毎月2回）[3]

## アクセス
- 国道305号 - 登録路線
  - 福井県道20号三国春江線
  - 福井県道256号福井港線
- E8 北陸自動車道 10 丸岡ICより約25分。
- えちぜん鉄道三国芦原線 西長田ゆりの里駅から、乗合タクシー「テクノポート号」（デマンド型交通）で「道の駅みくに」下車（平日のみ運行）。
- えちぜん鉄道三国芦原線 三国駅から、京福バス87系統（海岸線）または80系統（鶉三国線）で「三国西小学校前」バス停留所下車（鶉三国線は平日・土曜日のみ運行）、徒歩5分。

## 周辺
- テクノポート福井総合公園
- 福井臨海工業地帯
- 福井港